# منتخب أرمينيا لكرة اليد
منتخب أرمينيا لكرة اليد هو ممثل أرمينيا الرسمي في المنافسات الدولية في كرة اليد
.